# La Motte, Québec
La Motte är en kommun i provinsen Québec i Kanada. Den ligger i regionen Abitibi-Témiscamingue, i den sydöstra delen av landet, 400 km nordväst om huvudstaden Ottawa. Antalet invånare var 478 vid folkräkningen 2021.